# Ștefan Bathori
Ștefan Bathori (* 1949 oder 1950; † 15. August 2010) war ein rumänischer Fußballspieler.

## Sportlicher Werdegang
Bathori spielte in den 1970er und 1980er Jahren als Torhüter für Olimpia Satu Mare. Da die Mannschaft seinerzeit mehrere Jahre in der erstklassigen Divizia A spielte, gilt sie als „goldene Generation“. 1974 stieg er mit dem Klub in die höchste Spielklasse auf, dem Abstieg 1976 folgte der sofortige Wiederaufstieg. Nach dem erneuten Abstieg 1980 verblieb er mit der Mannschaft in der Folge in der Divizia B. Mit dem neunten Tabellenplatz in der Erstliga-Spielzeit 1974/75 wurde das bis dato beste Ergebnis der Vereinsgeschichte erreicht.
Später hütete Bathori, der als Juniorennationalspieler die rumänischen Farben getragen hatte, noch für ACS Poli Timișoara das Tor.
Sein gleichnamiger Sohn spielte zuerst bei CFR Timișoara, bevor er, nach Ableistung des Wehrpflicht, als Schiedsrichter tätig wurde.